# 김대광
김대광(한국 한자: 金大光, 1992년 4월 10일 ~ )는 대한민국의 축구 선수이며, 포지션은 공격형 미드필더 혹은 세컨드 스트라이커이다.

## 유스팀 경력
김대광은 대한축구협회 우수선수 해외유학 프로젝트 6기 출신으로, 독일 분데스리가 뉘른베르크에서 유학한 바 있다.
백암고등학교를 거쳐 동국대학교에 진학한 후, 3학년 때 7번 및 4학년 때 10번을 달고 뛰며 에이스로서 활약하였다.

## 클럽 경력
2015년 울산 현대미포조선 돌고래에 입단하였다. 이후 팀의 우승에 일조하였다.
2016년 부천 FC 1995에 입단하였다. 첫 시즌 2경기에 출전하였다.
K리그 챌린지 2017시즌을 앞두고, 센터백 양기훈과 트레이드되어 서울 이랜드 FC에 입단하였다. 2017년 4월 30일 K리그 챌린지 9라운드 아산 무궁화 축구단과의 경기에서 선발 투입하여 프로 데뷔 무대를 가졌다. 2017년 5월 6일 K리그 챌린지 11라운드 FC 안양과의 홈 경기에서 교체 투입하여 프로 데뷔 골을 기록하였다. 2018년 1월 8일 자유계약대상자로 풀려났다.
2018시즌을 앞두고 내셔널리그의 창원시청으로 이적했다.
2020시즌을 앞두고 고양시민축구단에 입단했다.